# Qingdao DoubleStar
O Qingdao DoubleStar Eagles (chinês tradicional: 青島雙星雄鷹, chinês simplificado: 青岛双星雄鹰, pinyin: Qīngdǎo Shuāngxīng Xióngyīng) também conhecido apenas como Qingdao DoubleStar ou Qingdao Eagles é um clube profissional de basquetebol chinês sediado em Qingdao, Shandong. A equipe disputa a divisão norte da Chinese Basketball Association. O nome provém da junção da cidade (Qingdao) com o patrocinador (DoubleStar) e o mascote do clube que é a Águia (Eagle em inglês).

## História
Foi fundado em 2003.